# Господство Пархим-Рихенберг
Господството (княжеството) Пархим-Рихенберг (на немски: (Fürstentum) Herrschaft Parchim-Richenberg) се създава след първата подялба на Мекленбург след смъртта на Хайнрих Борвин II фон Мекленбург през 1226 г. Наречено е на главното селище Пархим (в Мекленбург-Предна Померания). По-късно след преместването на резиденцията през 1248 г. в новопостроения замък Рихенберг на река Варнов при село Критцов при Ланген Брюц се нарича Пархим-Рихенберг.
През 1234 г. синовете на Хайнрих Борвин II разделят страната Мекленбург на господствата Верле, Пархим-Рихенберг, Росток и Мекленбург.
Прибислав I (1224 – 1270) става първият княз на Пархим-Рихенберг (от 1238 до 1256).
През 1255 г. след конфликти с Рудолф I, епископът а на Шверин, Прибислав I е свален и неговото княжество е поделено между братята му и неговия зет Гунцелин III († 1274), графът на Шверин. Той отива в изгнание в Померания и получава в замяна господството Белгард в Долна Померания.